# مارفن جونز
مارفن جونز (بالإنجليزية: Marvin Jones)‏ (29 ديسمبر 1993 بشيكاغو في الولايات المتحدة - ) هو لاعب كرة سلة أمريكي في مركز هجوم قوي الجسم.

## وصلات خارجية
- مارفن جونز على موقع الدوري الإسباني لكرة السلة (الإسبانية)
- مارفن جونز على موقع كرة السلة الأوروبية.كوم (الإنجليزية)
- مارفن جونز على موقع كلية كرة السلة في سبورتس رفرنس.كوم (الإنجليزية)
- مارفن جونز على موقع ريلجم (الإنجليزية)
- مارفن جونز على موقع بروبوليرز (الإنجليزية)
- مارفن جونز على موقع سبورتس رفرنس (الإنجليزية)